# Euchoreutes naso
Euchoreutes naso — нічний мишоподібний гризун з довгим хвостом, довгими задніми лапами для стрибків і надзвичайно великими вухами. Це досить чітко, тому вчені вважають його єдиним представником як свого роду, Euchoreutes, так і підродини, Euchoreutinae. Довговухі тушканчики зустрічаються в екозоні Палеарктики. Специфічні райони палеарктичної екозони, в яких вони виявлені, — це найпівденніша частина Монголії до пустелі Такла-Макан, райони Менсінь, гори Аеріцзін і плато Цін-Занг на північному заході Китаю.

## Морфологічні особливості
Довжина тіла становить від 7 до 9 сантиметрів, плюс хвіст завдовжки 15–16 сантиметрів. Шерсть у них жовтувата або рожева зверху і біла знизу. Довгий хвіст по всій довжині вкритий короткою шерстю, на кінчику є чорно-біла китиця. Як і більшість тушканчиків, вони характеризуються подовженими задніми ногами, які дозволяють їм стрибати. Між пальцями ніг є дрібні щетинки, які не дають їм провалитися в пісок. Однойменна особливість — надзвичайно збільшені вуха — найбільші серед усіх тушканчиків — які на третину довші за голову.

## Спосіб життя
Про спосіб життя цих тварин відомо дуже мало. Припускають, що, як і інші тушканчики, вони ведуть переважно нічний спосіб життя, а вдень ховаються в самостійно вириті тунелі та нори під землею. Деякі тушканчики також впадають в сплячку, хоча невідомо, чи стосується це і вухітого тушканчика. Дієта цих тварин, ймовірно, частково складається з комах, хоча вони також можуть захоплювати літаючих тварин, швидко та високо стрибаючи. У деяких випадках вони також можуть їсти частини рослин.